# Mattias Asper
Pour les articles homonymes, voir Asper.
Mattias Asper, né le 20 mars 1974 à Sölvesborg en Suède, est un footballeur international suédois évoluant au poste de gardien de but.

## Biographie

### En club
Il était un homme important pour Mjällby AIF pendant quatre années avant de joindre l'équipe de AIK Solna en Allsvenskan en 1998.
Ses prestations ont attiré l'intérêt de la Real Sociedad, qui l'a acheté pour la saison 2000/01.
Cependant, il n'eut pas de succès là-bas, et est par la suite retourné en Suède à Malmö FF en 2002. 
Mattias Asper a gagné le championnat suédois deux fois avec AIK en 1998 et Malmö FF en 2004.
Le 2 juillet 2007, Asper a signé au club de IF Brommapojkarna.
En janvier 2008, Mattias Asper fait son retour dans le club de ses débuts, le Mjällby AIF en 2008. Le transfert est annoncé dès le 27 novembre 2007 et il signe un contrat de deux ans.
Asper met un terme à sa carrière professionnelle à la fin de l'année 2015, à l'âge de 41 ans.

### En sélection
Asper a joué trois rencontres internationales pour l'équipe nationale de la Suède, et était un joueur de l'équipe pour l'Euro 2000.

## Palmarès
AIK Solna
- Championnat de Suède
  - Champion (1) : 1998
- Coupe de Suède
  - Vainqueur (1) : 1999

 Malmö FF
- Championnat de Suède
  - Champion (1) : 2004

 Mjällby AIF
- Championnat de Suède de D2
  - Champion (1) : 2009